# Rodong Sinmun

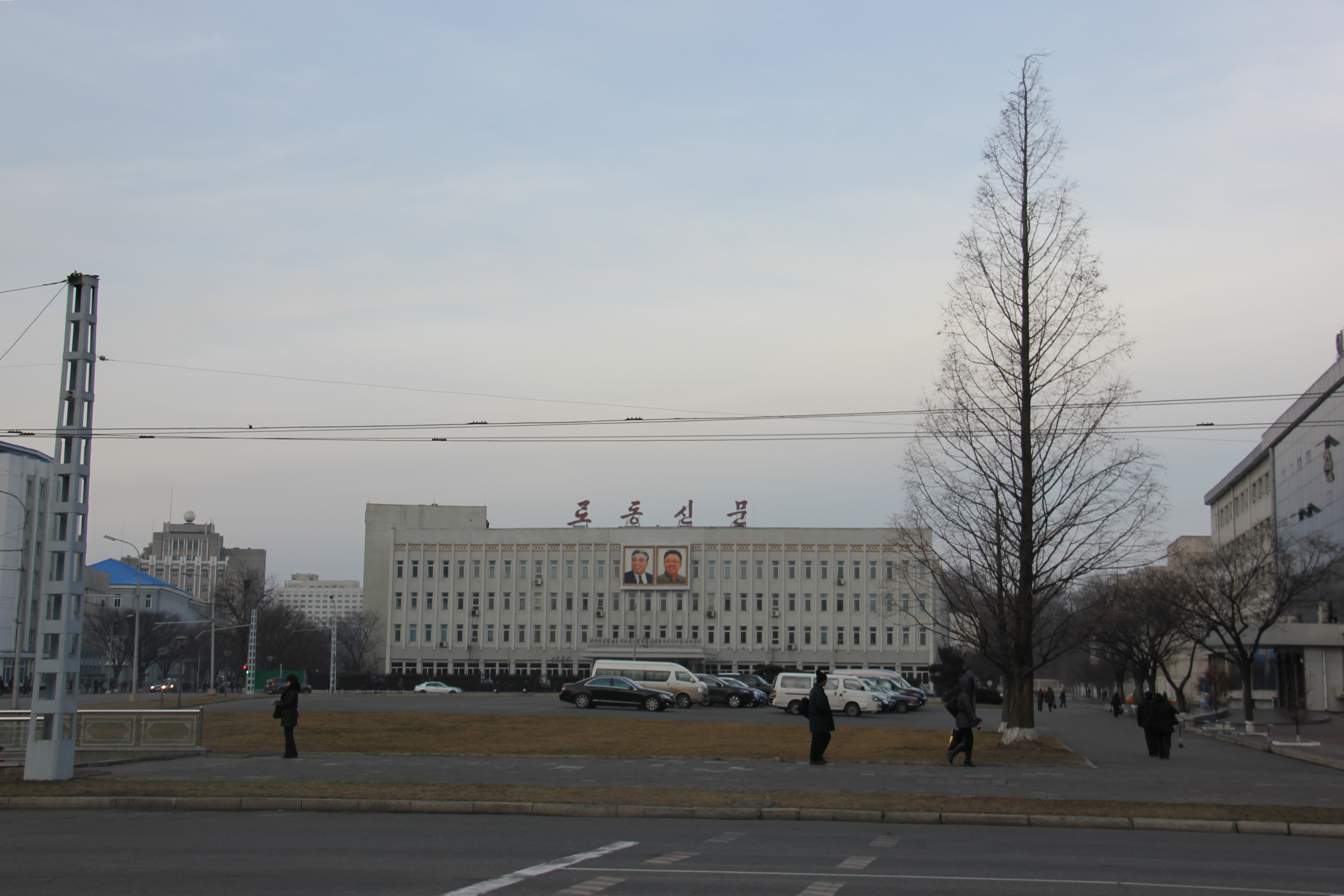
Văn phòng của Rodong Sinmun ở thủ đô Bình Nhưỡng

Rodong Sinmun (IPA: [ɾo.doŋ ɕin.mun]; tiếng Hàn: 로동신문; Hán-Việt: Lao động Tân văn; dịch nghĩa đen: "Báo Lao động") là một tờ báo của Bắc Triều Tiên đóng vai trò là tờ báo chính thức của Ủy ban Trung ương Đảng Lao động Triều Tiên. Tờ báo được xuất bản lần đầu tiên vào ngày 1 tháng 11 năm 1945, với tên Chǒngro (tiếng tiếng Triều Tiên: 정로; Hancha: 正路; Hán-Việt: chính lộ; "con đường đúng đắn"), đóng vai trò như một kênh liên lạc cho Văn phòng Đảng Cộng sản Triều Tiên. Nó được đổi tên vào tháng 9 năm 1946 thành tên hiện tại dựa trên sự phát triển ổn định của Đảng Lao động Triều Tiên. Được hãng thông tấn trung ương Triều Tiên (KCNA) và các phương tiện truyền thông quốc tế thường xuyên trích dẫn, đây được coi là nguồn cung cấp quan điểm chính thức của Bắc Triều Tiên về nhiều vấn đề.
Phiên bản tiếng Anh của Rodong Sinmun được ra mắt vào tháng 1 năm 2012.
Tổng biên tập nhật báo là Kim Pyong-ho.

## Nội dung
Rodong Sinmun được xuất bản mỗi ngày trong năm và thường gồm sáu trang. Tờ báo có khoảng 100 phóng viên.
Sau cuộc thanh trừng và hành quyết Jang Song-thaek, Rodong Sinmun đã xóa khoảng 20.000 bài báo khỏi kho lưu trữ của mình, trong khi những bài báo khác được chỉnh sửa để bỏ qua tên của ông.
Nội dung của Rodong Sinmun có thể được truy cập qua mạng WiFi công cộng Mirae ở Bắc Triều Tiên.

### Các bài xã luận về năm mới
Kể từ năm 1996, Rodong Sinmun, Thông tấn xã Trung ương Triều Tiên, Minju Choson và Joson Inmingun đã xuất bản một bài xã luận chung về Năm mới và nêu rõ các chính sách của đất nước trong năm. Các bài xã luận thường ca ngợi chính sách Tiên quân chính trị, ca ngợi chính phủ và sự lãnh đạo cũng như khuyến khích sự phát triển của đất nước. Họ cũng chỉ trích các chính sách của Hàn Quốc, Nhật Bản, Hoa Kỳ và các chính phủ phương Tây đối với Bắc Triều Tiên. Vào ngày 1 tháng 1 năm 2006, cơ quan này đã gửi một bài xã luận chung từ các tờ báo nhà nước của Bắc Triều Tiên kêu gọi rút các lực lượng Mỹ khỏi Hàn Quốc. Trong khi các bài xã luận vào ngày 1 tháng 1 hàng năm là một truyền thống trong các tờ báo, năm đó đã thu hút sự chú ý từ các phương tiện truyền thông phương Tây, bằng cách kêu gọi một "chiến dịch toàn quốc nhằm đánh đuổi quân đội Mỹ". Bài xã luận đưa ra một số đề cập đến sự thống nhất Triều Tiên. Bài xã luận năm 2009 cũng nhận được sự chú ý tương tự, khi không có những lời chỉ trích đối với chính sách của Hoa Kỳ và việc tiếp nhận các vấn đề kinh tế nghiêm trọng ở Bắc Triều Tiên. Bài xã luận cũng đề cập đến việc phi hạt nhân hóa trên bán đảo Triều Tiên, trong đó các nhà phân tích cho rằng đó là một dấu hiệu "đáng hy vọng". Điều này đã được lặp lại một lần nữa trong bài xã luận năm 2010, trong đó kêu gọi chấm dứt các hành động thù địch với Hoa Kỳ và một Bán đảo Triều Tiên không có hạt nhân.
Ấn bản xã luận chung năm 2011, ngoài lời kêu gọi phi hạt nhân hóa bán đảo Triều Tiên và giảm căng thẳng giữa hai miền Triều Tiên, lần đầu tiên, nhật báo này đã đề cập đến các ngành công nghiệp nhẹ đang phát triển của Bắc Triều Tiên, được coi là lý do cho một tăng trưởng kinh tế quốc gia trong năm mới và để đạt được sứ mệnh quốc gia Cường thịnh Đại quốc.
Ấn bản xã luận chung năm 2012, ấn bản đầu tiên dưới thời lãnh đạo của Kim jong-un, bắt đầu với sự tôn vinh lớn đối với Kim Jong-il, bên cạnh những lời kêu gọi định kỳ cải thiện quan hệ liên Triều và thực hiện Tuyên bố ngày 4 tháng 10 năm 2007, cũng được gọi là trên cả nước ưu tiên thực hiện sứ mệnh Quốc gia Mạnh mẽ và Thịnh vượng năm 2012 của Kim Chính Nhật, tiếp nối những di sản của ông và cha ông Kim Nhật Thành cho toàn thể đất nước và sự nghiệp xã hội chủ nghĩa, đồng thời xây dựng và khuyến khích các lĩnh vực khác nhau lập quốc để trở thành những người đóng góp vào sự tiến bộ của quốc gia trên mọi lĩnh vực bằng mọi giá.
Thông lệ này đã kết thúc vào năm 2013 khi Kim Chính Ân có bài phát biểu năm mới đầu tiên trên truyền hình sau 19 năm.
Vào tháng 6 năm 2018, Rodong Sinmun đã viết một bài báo dài bốn trang cho hội nghị thượng đỉnh Bắc Triều Tiên - Hoa Kỳ, để hoan nghênh kết quả của hội nghị thượng đỉnh. Bài báo mang đầy đủ nội dung của tuyên bố. Ngoài ra, nó còn đề cập đến các đảm bảo an ninh và cam kết của Donald Trump về việc tạm ngừng các cuộc tập trận quân sự chung với Hàn Quốc. Tuy nhiên, nó không đề cập đến lời hứa mà nhà lãnh đạo tối cao Kim Chính Ân được cho là đã thực hiện với ông Trump về việc đóng cửa một địa điểm thử nghiệm động cơ tên lửa.